# Eersel
Eersel (phát âmⓘ) là một đô thị và thị xã ở phía nam Hà Lan ở tỉnh Noord-Brabant. Eersel nằm ở khu vực Campine (Kempen).
Eersel thuộc Acht Zaligheden.

## Các trung tâm dân cư
- Duizel
- Eersel
- Knegsel
- Steensel
- Vessem
- Wintelre